# Birr, Aargau

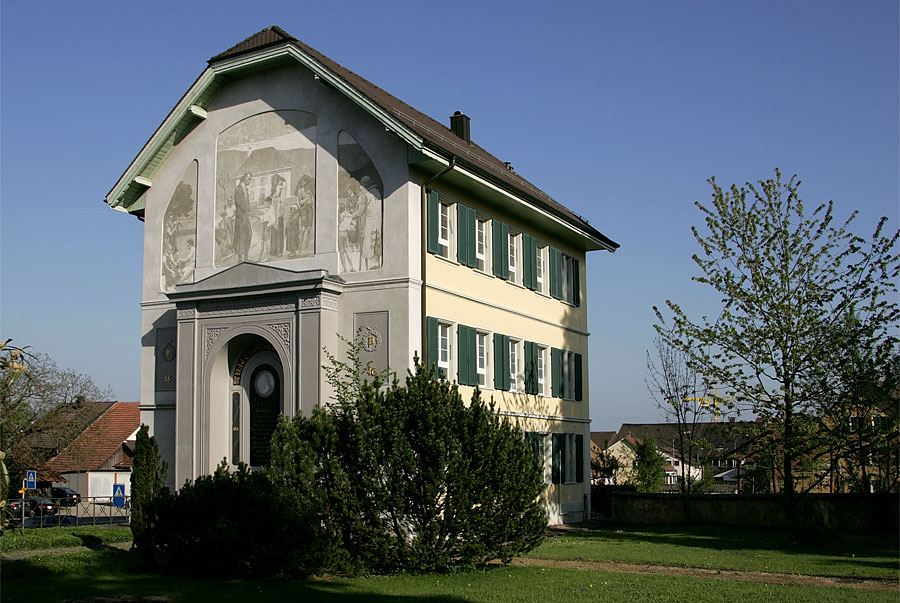
Gamla skolhuset i Birr, med minnesmärke över Pestalozzi.

Birr är en ort och kommun i distriktet Brugg i kantonen Aargau, Schweiz. Kommunen har 4 718 invånare (2023). Orten ligger halvvägs mellan Lenzburg och Brugg, och har vuxit ihop med grannbyn Lupfig.
Birr är känt som en av de platser där den schweiziske pedagogen Johann Heinrich Pestalozzi införde sin nya utbildningsstandard. Hans gravplats i Birr är listat som ett kulturarv av nationellt intresse.